# 浜江東路駅
浜江東路駅（ひんこうとうろえき）は、中華人民共和国広東省広州市海珠区浜江東路に位置する広州地下鉄10号線の駅。

## 歴史
計画時の仮駅名は「珠江泳場駅」であった。
- 2020年10月1日：着工[2]。
- 2025年6月29日：開業[3]。

## 駅構造
島式ホーム1面2線を有する地下駅。コンコースは地下1階、ホームは地下3階。
計画中の広州地下鉄28号線は当駅を経由する予定でしたが、10号線建設時に一部構造が予約されていたものの、最新の計画（2025年6月版）では28号線が当駅をキャンセルする方針となりました。

### のりば
| 番線 | 路線     | 行先       |
| ---- | -------- | ---------- |
| 1    | ■ 10号線 | 楊箕東方面 |
| 2    | ■ 10号線 | 西塱方面   |

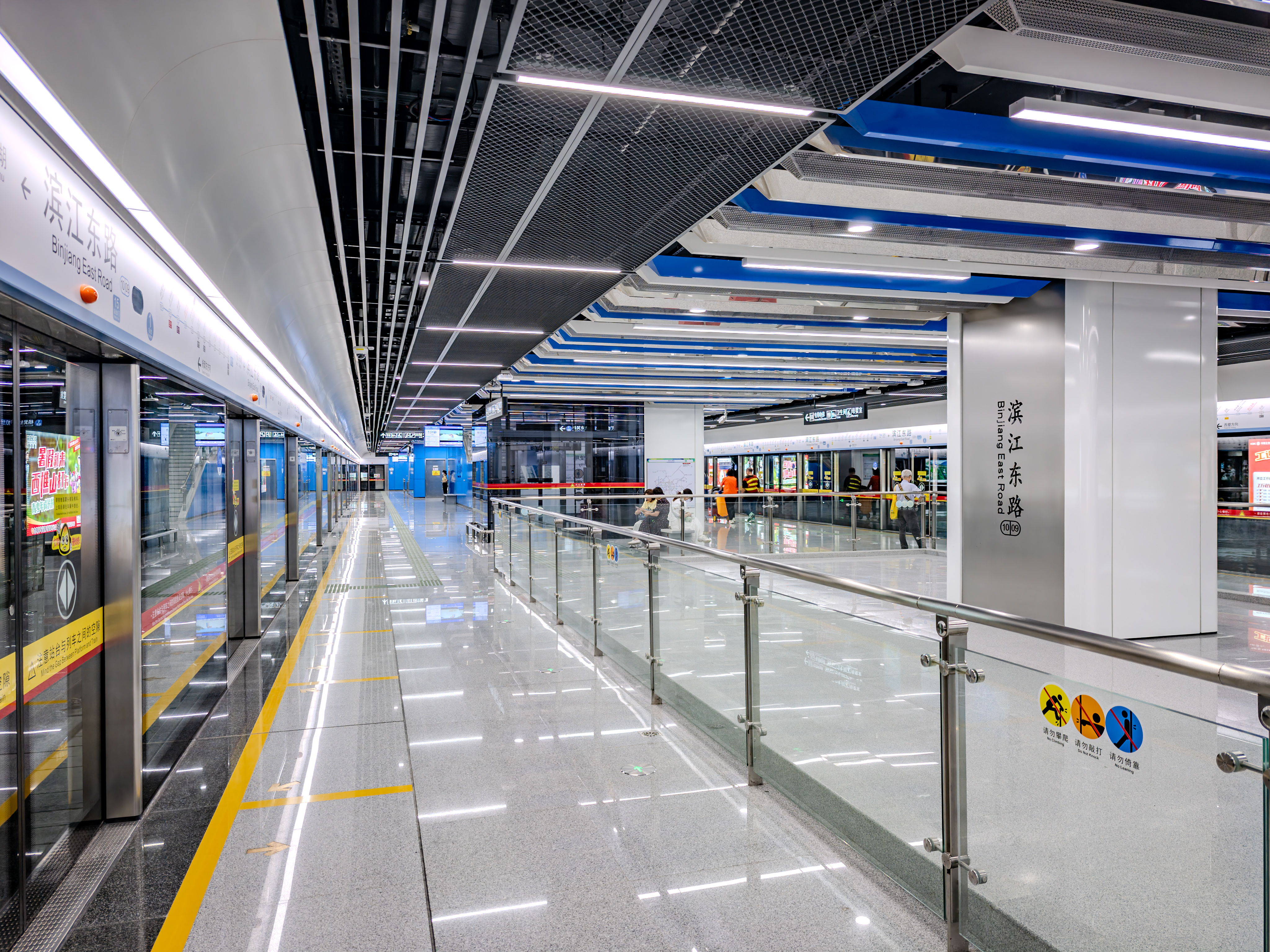
ホーム（2025年7月）
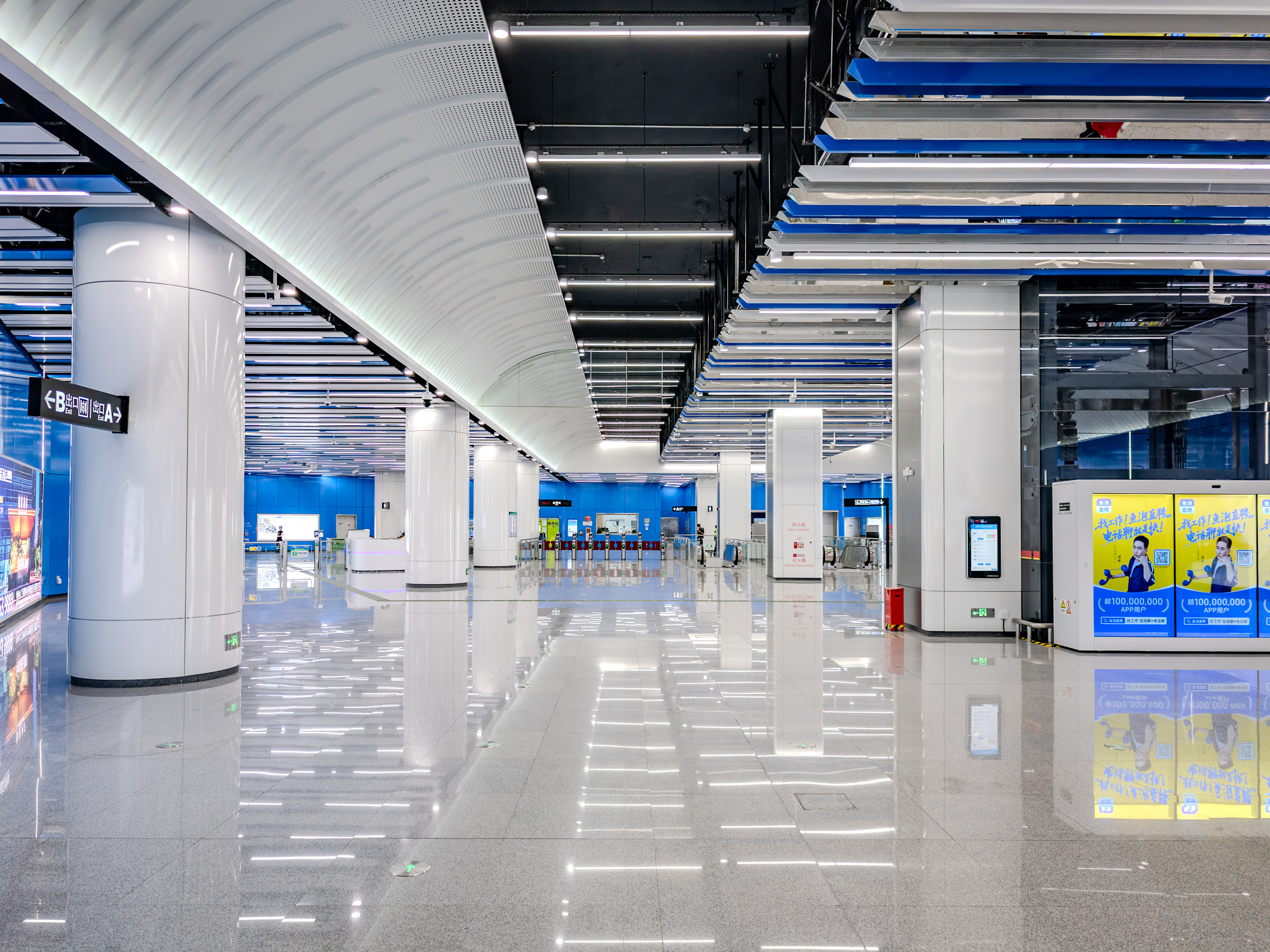
コンコース（2025年7月）

## 駅周辺
- 広州海事局
- 海印公園
- 怡浜ビル
- 海景閣
- 佳大銀湾
- 金麟台
- 東翠花園
- 保利康橋
- 広東警官学院
- 金雅苑
- 富力銀禧花園
- 嘉仕花園
- 海珠半島花園
- 黄金海岸水上楽園

## 隣の駅
広州地下鉄
■ 10号線
五鳳駅 1007 - 中大南門駅（事業中） 1008 - 浜江東路駅 1009 - 東湖駅 1010